# Carlo Negroni
Carlo Negroni (Vigevano, 28 giugno 1819 – Novara, 15 gennaio 1896) è stato un politico, giornalista e letterato italiano.

## Biografia
Figlio di Giovanni Battista e di Giuseppina Roncalli. I Negroni appartenevano ad un agiato casato della borghesia cittadina che aveva costruito le proprie fortune sull'attività mercantile. Avendo il padre preferito la carriera di avvocato prima e magistrato poi, costrinse la famiglia a continui spostamenti sino a trasferirsi a Novara dove Carlo risiedette per il resto della sua vita. La città allora era sede di una prestigiosa facoltà di giurisprudenza dove egli si laureò con la lode il 1º maggio 1840.
Cresciuto nel clima della restaurazione sabauda, conobbe il periodo di fermenti risorgimentali e della composizione dello Stato unitario, la fase della sua organizzazione fino alla crisi di fine secolo. Frattanto, nel 1849, sposò la cugina Giovannina Bellotti, figlia della zia materna, che però morì prematuramente nel 1872 a soli 43 anni, lasciandolo in completa solitudine, senza una discendenza ed in un lutto che segnerà indelebilmente la sua vita rafforzandone l'interesse verso le esigenze dell'infanzia povera e abbandonata.
Il periodo che intercorre tra il 1840 e il 1860 vede l'affermarsi del giovane avvocato sia nella pratica forense sia come docente di diritto e procedura civile presso l'Ateneo di Novara, prima come ripetitore, poi come titolare di una cattedra che tenne fino al 1860, anno in cui gli insegnamenti di giurisprudenza a livello universitario vennero concentrati nel capoluogo piemontese. Contemporaneamente si era dedicato al giornalismo, dapprima come scrittore e collaboratore poi, nel 1859, fondando il settimanale "La Vedetta" nel quale assunse la carica di condirettore. Negli stessi anni però lo si vide protagonista anche della vita politica essendo stato eletto per la VI legislatura del Parlamento subalpino nel collegio di Domodossola e poi nella VII, ormai per il Parlamento del Regno d'Italia nel collegio di Vigevano.
A partire dall'anno 1869, dopo aver raggiunto una solida agiatezza, si ritirò definitivamente dall'attività professionale per dedicarsi alla comunità ed alla vita politica, entrando a far parte in pianta quasi stabile del Consiglio Comunale oltre che di quello Provinciale ed accumulando via via un consistente numero di incarichi, di deleghe o presidenze di enti, fondazioni e associazioni strettamente legate alla municipalità ottenendo sempre consensi e successi fino all'apice del suo cursus allorché, il 21 marzo 1878, accettò la carica di primo cittadino, posizione che gli era stata offerta già da tempo ma da lui sempre rifiutata. Il suo mandato, però, non durò molto, diede infatti le dimissioni 7 marzo 1879, con tutta probabilità per motivi personali e di salute ma comunque soddisfatto della qualità del lavoro svolto e dei suoi stretti collaboratori nell'assise municipale.
A partire dal 1880 si aprì così una nuova fase della sua vita, lasciati gli incarichi pubblici si dedicò con maggior assiduità agli studi letterari, all'ermeneutica dantesca, alla raccolta di antichi documenti e collezioni, all'edizione di rari testi. Tra il 1882 e il 1887, in collaborazione con Vincenzo Promis, curava la ristampa della Bibbia volgare nella rara edizione del 1º ottobre 1471, nel 1884 sarà la volta delle Lezioni petrarchesche di Giovan Battista Gelli, nel 1886 de La Commedia di Dante con commento inedito di Stefano Talice di Riscaldone e nel 1887 delle Letture edite e inedite di Giovan Battista Gelli sulla Divina Commedia, tanto per citarne solo alcune delle più famose.
Per i suoi meriti in campo letterario, riconosciuti a livello nazionale, venne nominato membro, tra le altre prestigiose associazioni, della Regia Deputazione di Storia Patria nel 1881, dell'Accademia delle Scienze di Torino nel 1885 e dell'Accademia della Crusca nel 1888 e per volere regio nel dicembre del 1890, assurse al seggio senatoriale. Ma a Roma Negroni non vi risiedette mai, se non per il giuramento senatoriale. Il suo cagionevole stato di salute andò via via peggiorando tanto che negli ultimi anni fu costretto a condurre una vita ritirata, confortato però dalle amorevoli cure della cugina Maddalena Pozzi. Si spense all'età di 77 anni il 15 gennaio del 1896 e venne sepolto nel cimitero di Novara.

## Opere
- Carlo Negroni (a cura di), Francesco Petrarca a Novara e la sua aringa ai novaresi, Novara, Stab. Tip. F.lli Miglio, 1876.
- Stefano Grosso e Carlo Negroni, L'avverbio "Parte" e i Commentatori di Dante, Novara, Tip. Miglio, 1880.
- Carlo Negroni (a cura di), Lettere di Gian Lorenzo Bogino di Prospero Balbo e del Conte di Perrone a Guido Ferrari, 1882.
- Carlo Negroni, Discorso critico di Carlo Negroni sui lessi dolenti dell'Inferno e sul testo della Divina Commedia, Novara, F.lli Miglio, 1884.
- Carlo Negroni, Giovanni Tortoli e Stefano Grosso, Alcune varianti di punteggiamento e di lezioni nell'episodio dantesco della Francesca da Rimini, Novara, Stab. Tip. F.lli Miglio, 1886.